# Marie Yvonne Laur
Marie Yvonne Laur, ook bekend als Yo Laur en geboren als Laure Alice Yvonne Brunel, (Parijs, 22 juli 1879 - Ravensbrück, 11 november 1944) was een Franse schilderes en lid van de vrijmetselarij.

## Biografie
Laure Alice Yvonne Brunel was de dochter, kleindochter en nicht van een schilder. Haar vader was Alfred Arthur Brunel de Neuville (1852-1941), een beroemde Franse genreschilder die stillevens en dieren schilderde (vooral katten), en Louise Félicité Neuville (1858-1903). Ze had drie zussen, maar was de enige binnen het gezin die als schilderes de fakkel van haar vader overnam. Haar grootvader was de schilder Léon Brunel (1816-1896). 

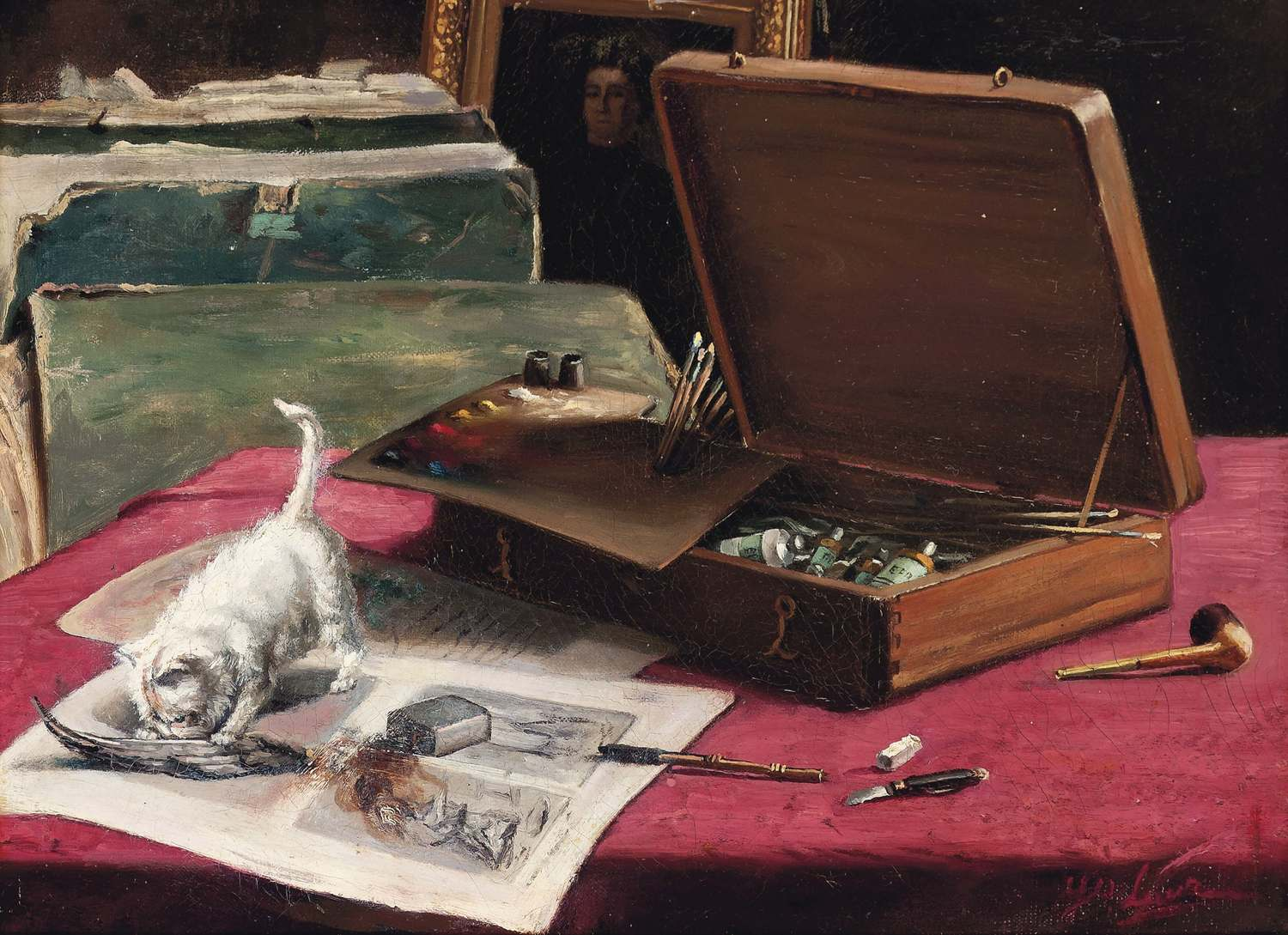
Mischief in the Artist's Studio (Marie Yvonne Laur)

Ze studeerde bij haar vader, daarna bij Jean-Léon Gérôme (Vesoul, 1824-1904). Na haar opleiding legde ze zich toe op het schilderen van huisdieren, meestal katten, en later van stillevens, zoals fruit en bloemen. Vanaf 1900 exposeerde ze in de Salon en in 1908 werd ze lid van de Salon des artistes français.
In 1934 werd ze erkend als Peintre de l'Air, een titel die door de Franse minister van Defensie werd toegekend aan kunstenaars die hun talent wijden aan de lucht- en ruimtevaart.
Vanaf haar gevangenschap tot haar dood na deportatie in 1944 naar het naziconcentratiekamp Ravensbrück bleef ze tekeningen maken van de omgeving waarin ze gevangen werd gehouden. Die tekeningen werden begraven, opgegraven, verborgen en vervolgens naar Frankrijk teruggebracht door Béatrix de Toulouse-Lautrec (1924-2017), een medegevangene en vriendin van Marie Yvonne Laur.

## Privéleven
In 1912 ontmoette Marie Yvonne Laur de vliegenier en journalist André Bellot (1883-1945). Ze verhuisden samen naar Algerije en trouwden op 13 oktober 1913 in Algiers. Na de Eerste Wereldoorlog, waarin André Bellot had gediend bij de luchtmacht, keerden ze terug naar Frankrijk. Ze vestigden zich aan de Boulevard de Clichy in Parijs. Haar werkte er als journalist voor de krant Le Matin terwijl zij bleef schilderen.
In 1934 werd ze lid van de loge Droit Humain, de enige gemengde en internationale obediëntie in de vrijmetselarij in die tijd. Ze bleef lid van de vrijmetselarij tot die in augustus 1940 werd verboden door het Vichy-regime.
Tijdens de Tweede Wereldoorlog werd ze op 24 juni 1944, samen met enkel andere personen die ervan verdacht werden lid van het verzet te zijn, in haar huis gearresteerd door de Gestapo. Tijdens de huiszoeking werden twee antieke geweren ontdekt die geschonken waren door Charles Nungesser, een beroemd vliegenier en vriend van het echtpaar.
Ze werd opgesloten in de gevangenis van Fresnes en daarna in het fort van Romainville. Ze werd naar Duitsland gedeporteerd met het konvooi van 15 augustus 1944. Ze droeg het registratienummer 57772 en de rode politieke driehoek. Ze werd eerst naar kamp Torgau gestuurd en daarna naar het naziconcentratiekamp Ravensbrück. Op 1 november 1944 stierf ze er op 65-jarige leeftijd in het Revier (de ziekenbarak).
Haar man overleefde haar, maar stierf in 1945. Na de vijandelijkheden van september 1939 werd hij als lid van de luchtmacht gemobiliseerd in Casablanca (Marokko). Hij keerde nooit meer terug naar Frankrijk en zag zijn vrouw niet meer.
Marie Yvonne Laur was de overgroottante van journaliste en schrijfster Marie Charrel, die in 2017 de roman Je suis ici pour vaincre la nuit. Yo Laur (1879-1944) schreef die geïnspireerd is op het leven van de kunstenares en die het resultaat is van onderzoek naar haar leven in Parijs en Algerije en nadien haar deportatie naar Ravensbrück.

## Collecties

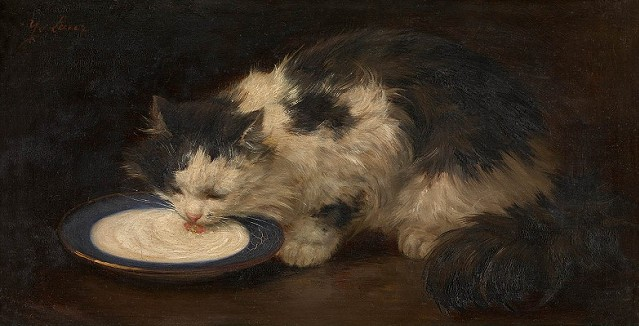
Le bon lait (Marie Yvonne Laur, collectie: KMSKA)

De olieverfschilderijen Qui l'aura? en Le bon lait van Marie Yvonne Laur zijn deel van de collectie van het KMSKA (Antwerpen, België). Ook het Lightner Museum in St. Augustine (Florida, Verenigde Staten) bezit een werk van Marie Yvonne Laur: Cats, Kittens and Jewelry Chest Still Life (circa 1900).
- Library of Congress Control Number: no2017123101
- RKD-Nederlands Instituut voor Kunstgeschiedenis: 131588
- Union List of Artist Names: 500040983
- Virtual International Authority File: 95946664
- WorldCat: E39PBJgmJFJMbpjHqg4hfyxkXd